# 옹진 백령도 사곶 사빈
옹진 백령도 사곶 사빈(천연비행장)(甕津 白翎島 사곶 砂濱(天然飛行場))은 인천광역시 옹진군 백령면 진촌리에 있는 지질지형이다. 1997년 12월 30일 대한민국의 천연기념물 제391호로 지정되었다.

## 개요
사빈(沙濱)이란 모래가 평평하고 넓게 퇴적되어 만들어진 곳을 말한다.
백령도 사곶 사빈은 백령도 용기포 부두의 남서쪽과 남동쪽의 해안을 따라 자리잡고 있다. 언뜻 보면 모래로 이루어진 듯 하나 사실은 규암가루가 두껍게 쌓여 이루어진 해안으로 썰물 때면 길이 2km, 폭 200m의 사빈이 나타난다. 사빈을 이루고 있는 모래는 크기가 매우 작고 모래 사이의 틈이 작아 매우 단단한 모래층을 형성하고 있다. 사빈은 콘크리트 바닥처럼 단단하여 자동차의 통행은 물론 한국전쟁 당시에는 UN군의 천연비행장으로 활용되었다고 한다.
백령도 사곶 사빈은 이탈리아 나폴리에 있는 것과 더불어 전세계적으로 단 두 곳에서만 볼 수 있는 특수한 지형 및 지질상을 가지고 있다.

## 같이 보기
- 백령도

## 참고 도서
- 문화재청, 《문화재이야기여행 천연기념물 100선 보관됨 2016-08-28 - 웨이백 머신》, pp55~59, 2016-03-31

## 참고 자료
- 옹진 백령도 사곶 사빈(천연비행장) - 국가유산청 국가유산포털